# Laurent Artur du Plessis
Laurent Artur du Plessis (Bona, Argelia, 1952) es analista político y escritor.

## Biografía
Nació en Bona, Argelia, dos años antes de que se iniciase la guerra que finalizaría con la independencia del país. Una vez desencadenada, fue especialmente virulenta en esta zona. En 1962, una vez consumada la independencia, abandonó el país. Licenciado en Derecho, Filosofía y Ciencias políticas, empezó trabajando en el mundo del periodismo. Trabajó hasta 1991 para Le Figaro magazine y después lo hizo como freelance. Paralelamente, fue consultor en geopolítica en el IASE (Instituto Internacional de Análisis Estratégico y Económico). En 2001 publicó su primera novela, Les Fours d'Allah.
En 2005 se publicó en España una obra escrita en 2002, "La tercera guerra mundial ha comenzado", donde hace un repaso de los conflictos entre las civilizaciones que pueblan La Tierra en la actualidad y trata de predecir los próximos pasos. Hasta ahora, cuestiones como la larga posguerra en Irak (el libro se escribió incluso antes de la guerra) y los ataques indiscriminados contra la población civil por parte de grupos islamistas, se han cumplido. Siguiendo las tesis de Samuel Huntington cree en el choque de civilizaciones y piensa que las dos civilizaciones universalistas se enfrentarán. El choque entre Occidente y El Islam desencadenará la Tercera Guerra Mundial.

## Algunas obras
- Le Fou d’Allah, Edit. Pierann, Paris, 2001, ISBN 2-912297745.

- La Troisième guerre mondiale a commencé', Edit. Jean-Cyrille Godefroy, 2002, Paris, ISBN 2-86553-158-9. Traducido al castellano : La 3a Guerra Mundial ha comenzado, Inedita Editores, Paris, 2004, ISBN 84-933564-8-4.

- Islam-Occident, la guerre totale, Edit. Jean-Cyrille Godefroy, 2004, ISBN 2-86553-176-7.

- 10 questions sur la Turquie… et 10 réponses dérangeantes, Edit. Jean-Cyrille Godefroy, Coll. Le Cercle Aristote, Paris, 2005, ISBN 2-86553-181-3.

- L’Iran dans la 3e Guerre mondiale, Edit. Jean-Cyrille Godefroy, Paris, 2005, ISBN 2-86553-188-0. Traducido al portugués : Irão na 3a Guerra Mundial, Occidentalis, 2006, ISBN 972896614-8.

- De la crise à la guerre : La faillite des élites, Edit. Jean-Cyrille Godefroy, Paris, 2011, ISBN 978-2-86553-231-5.

- Contribution à La face cachée des révolutions arabes, Edit. Ellipses, Paris, 2012, ISBN 978-2-7298-7875-7.

- Le monde s'embrase : Sahel, Proche-Orient, Iran, Chine Russie, Edit. Jean-Cyrille Godefroy, Paris, 2013, ISBN 978-2-86553-236-0.

- Le Djihad à la conquête du monde, Edit. Jean-Cyrille Godefroy, Paris, 2015, ISBN  978-2-86553-260-5.

- Erdogan ou la haine de l'Occident, Edit. Jean-Cyrille Godefroy, Coll. Le Cercle Aristote, Paris, 2021, ISBN 9782865533138.